# Saturn Award du meilleur film fantastique

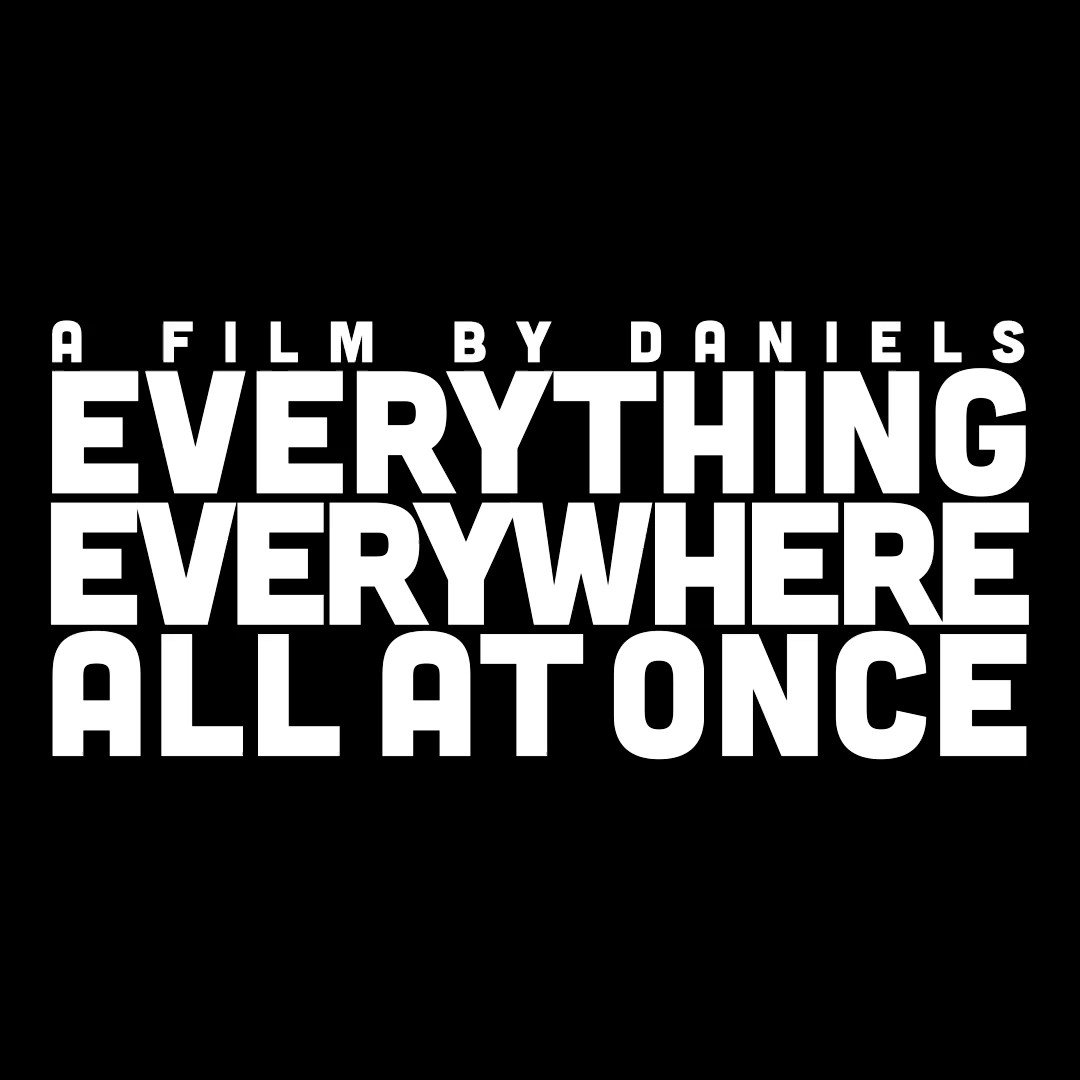
Logo officiel du film sorti en 2022 Everything Everywhere All at Once

Le Saturn Award du meilleur film de fantasy (Saturn Award for Best Fantasy Film) est une récompense cinématographique décernée chaque année depuis 1975 par l'Académie des films de science-fiction, fantastique et horreur (Academy of Science Fiction, Fantasy and Horror Films).

## Palmarès
Note : L'année indiquée est celle de la cérémonie, récompensant les films sortis au cours de l'année précédente. Les lauréats sont indiqués en tête de chaque catégorie et en caractères gras. Les titres originaux sont précisés entre parenthèses, sauf s'ils correspondent au titre en français.
Exceptionnellement, il n'y a pas eu de cérémonie en 1989. Les cérémonies de 1990 et 1991 ont respectivement récompensé les films sortis en 1988 et 1989-90.
Les sept premiers films de la saga Harry Potter ont tous reçu une nomination pour ce prix, mais aucun n'en a remporté. Seul le dernier film de la saga Fantastique a remporté un prix.

### Années 1970
- 1975 : Le Voyage fantastique de Sinbad (The Golden Voyage of Sinbad)
- 1976 : Doc Savage arrive (Doc Savage: The Man of Bronze)
- 1977 : Les Gaspards
  - Centre terre, septième continent (At the Earth's Core)
  - L'Oiseau bleu (The Blue Bird)
  - Bugsy Malone
  - Sherlock Holmes attaque l'Orient-Express (The Seven-Per-Cent Solution)
- 1978 : Oh, God!
  - Peter et Elliott le dragon (Pete's Dragon)
  - Sinbad et l'Œil du tigre (Sinbad and the Eye of the Tiger)
  - The Slipper and the Rose: The Story of Cinderella
  - Les Sorciers de la guerre (Wizards)
- 1979 : Le ciel peut attendre (Heaven Can Wait)
  - Le Seigneur des anneaux (J. R. R. Tolkien's The Lord of the Rings)
  - La Merveilleuse Visite
  - La Folle Escapade (Watership Down)
  - The Wiz

### Années 1980
- 1980 : Les Muppets, le film (The Muppet Movie)
  - Adèle n'a pas encore dîné (Adéla ještě nevečeřela)
  - Le Trésor de la montagne sacrée (Arabian Adventure)
  - La Dernière Vague (The Last Wave)
  - Nutcracker Fantasy
- 1981 : Quelque part dans le temps (Somewhere in Time)
  - Le Lagon bleu (The Blue Lagoon)
  - La Neuvième Configuration (The Ninth Configuration)
  - Oh, God! Book 2
  - Popeye
- 1982 : Les Aventuriers de l'arche perdue (Raiders of the Lost Ark)
  - Le Choc des Titans (Clash of the Titans)
  - Le Dragon du lac de feu (Dragonslayer)
  - Excalibur
  - Rox et Rouky (The Fox and the Hound)
- 1983 : Dark Crystal (The Dark Crystal)
  - Conan le Barbare (Conan the Barbarian)
  - Brisby et le Secret de NIMH (The Secret of NIMH)
  - L'Épée sauvage (The Sword and the Sorcerer)
  - Zapped!
- 1984 : La Foire des ténèbres (Something Wicked This Way Comes)
  - Les Aventuriers du bout du monde (High Road to China)
  - Krull
  - Jamais plus jamais (Never Say Never Again)
  - Octopussy
- 1985 : SOS Fantômes (Ghostbusters)
  - Greystoke, la légende de Tarzan (Greystoke: The Legend of Tarzan, Lord of the Apes)
  - Indiana Jones et le Temple maudit (Indiana Jones and the Temple of Doom)
  - L'Histoire sans fin (The NeverEnding Story / Die Unendliche Geschichte)
  - Splash
- 1986 : Ladyhawke, la femme de la nuit (Ladyhawke)
  - Remo sans arme et dangereux (Remo Williams: The Adventure Begins)
  - Oz, un monde extraordinaire (Return to Oz)
  - La Rose pourpre du Caire (The Purple Rose of Cairo)
  - Le Secret de la pyramide (Young Sherlock Holmes)
- 1987 : La Tête dans les nuages (The Boy Who Could Fly)
  - Fievel et le Nouveau Monde (An American Tail)
  - Crocodile Dundee
  - Golden Child : L'Enfant sacré du Tibet (The Golden Child)
  - Labyrinthe (Labyrinth)
- 1988 : Princess Bride (The Princess Bride)
  - Miracle sur la 8e rue (Batteries Not Included)
  - Date with an Angel
  - Bigfoot et les Henderson (Harry and the Hendersons)
  - Tuer n'est pas jouer (The Living Daylights)
  - Les Sorcières d'Eastwick (The Witches of Eastwick)
- 1989 : Pas de cérémonie

### Années 1990
- 1990 : Qui veut la peau de Roger Rabbit (Who Framed Roger Rabbit)
  - Big
  - Le Petit Dinosaure et la Vallée des merveilles (The Land Before Time)
  - Fantômes en fête (Scrooged)
  - Willow
  - Élémentaire, mon cher... Lock Holmes (Without a Clue)
- 1991 : Ghost
  - Les Aventures du baron de Münchhausen (The Adventures of Baron Munchausen)
  - Always ou Pour toujours au Québec (Always)
  - Batman
  - Dick Tracy
  - Jusqu'au bout du rêve (Field of Dreams)
  - Gremlins 2 : La Nouvelle Génération (Gremlins 2: The New Batch)
  - Indiana Jones et la Dernière Croisade (Indiana Jones and the Last Crusade)
  - Les Tortues Ninja (Teenage Mutant Ninja Turtles)
- 1992 : Edward aux mains d'argent (Edward Scissorhands)
  - Rendez-vous au paradis (Defending Your Life)
  - The Fisher King : Le Roi pêcheur (The Fisher King)
  - Espion junior (If Looks Could Kill)
  - Robin des Bois, prince des voleurs (Robin Hood: Prince of Thieves)
  - Warlock
- 1993 : Aladdin
  - La Famille Addams (The Addams Family)
  - Batman : Le Défi (Batman Returns)
  - La Belle et la Bête (Beauty and the Beast)
  - La mort vous va si bien (Death Becomes Her)
  - Hook ou la Revanche du capitaine Crochet (Hook)
  - Toys
- 1994 : L'Étrange Noël de monsieur Jack (The Nightmare Before Christmas)
  - Les Valeurs de la famille Addams (Addams Family Values)
  - Un jour sans fin (Groundhog Day)
  - Drôles de fantômes (Heart and Souls)
  - Hocus Pocus
  - Last Action Hero
  - La Star de Chicago (Rookie of the Year)
- 1995 : Forrest Gump
  - Une équipe aux anges (Angels in the Outfield)
  - Ed Wood
  - La Famille Pierrafeu (The Flinstones)
  - Le Roi lion (The Lion King)
  - The Mask
  - Super Noël (The Santa Clause)
- 1996 : Babe, le cochon devenu berger (Babe)
  - Batman Forever
  - Casper
  - Fluke
  - L'Indien du placard (The Indian in the Cupboard)
  - Jumanji
  - Toy Story
- 1997 : Cœur de dragon (Dragonheart)
  - Pinocchio (The Adventures of Pinocchio)
  - Le Bossu de Notre-Dame (The Hunchback of Notre-Dame)
  - James et la Pêche géante (James and the Giant Peach)
  - Le Professeur foldingue (The Nutty Professor)
  - Phénomène (Phenomenon)
- 1998 : Austin Powers (Austin Powers: International Man of Mystery)
  - Batman et Robin (Batman and Robin)
  - George de la jungle (George of the Jungle)
  - Hercule (Hercules)
  - Le Monde perdu : Jurassic Park (The Lost World: Jurassic Park)
  - La Souris (MouseHunt)
- 1999 : The Truman Show
  - Babe, le cochon dans la ville (Babe 2: Pig in the City)
  - 1 001 Pattes (A Bug's Life)
  - La Cité des anges (City of Angels)
  - Godzilla
  - Pleasantville

### Années 2000
- 2000 : Dans la peau de John Malkovich (Being John Malkovich)
  - Austin Powers 2 : L'Espion qui m'a tirée (Austin Powers: The Spy Who Shagged Me)
  - La Momie (The Mummy)
  - Stuart Little
  - Tarzan
  - Toy Story 2
- 2001 : Fréquence interdite (Frequency)
  - Chicken Run
  - Dinosaure (Dinosaur)
  - Family Man (The Family Man)
  - Le Grinch (How the Grinch Stole Christmas!)
  - Ce que veulent les femmes (What Women Want)
- 2002 : Le Seigneur des anneaux : La Communauté de l'anneau (The Lord of the Rings: The Fellowship of the Ring)
  - Harry Potter à l'école des sorciers (Harry Potter and the Philosopher's Stone)
  - Monstres et Cie (Monsters, Inc.)
  - Le Retour de la momie (The Mummy Returns)
  - Shrek
  - Spy Kids
- 2003 : Le Seigneur des anneaux : Les Deux Tours (The Lord of the Rings: The Two Towers)
  - Harry Potter et la Chambre des secrets (Harry Potter and the Chamber of Secrets)
  - Le Règne du feu (Reign of Fire)
  - Hyper Noël (The Santa Clause 2)
  - Le Roi Scorpion (The Scorpion King)
  - Spider-Man
- 2004 : Le Seigneur des anneaux : Le Retour du roi (The Lord of the Rings: The Return of the King)
  - Big Fish
  - Freaky Friday : Dans la peau de ma mère (Freaky Friday)
  - La Ligue des gentlemen extraordinaires (The League of Extraordinary Gentlemen)
  - Peter Pan
  - Pirates des Caraïbes : La Malédiction du Black Pearl (Pirates of the Caribbean: The Curse of the Black Pearl)
- 2005 : Spider-Man 2
  - Birth
  - Harry Potter et le Prisonnier d'Azkaban (Harry Potter and the Prisoner of Azkaban)
  - Hellboy
  - Les Désastreuses Aventures des Orphelins Baudelaire (Lemony Snicket's A Series of Unfortunate Events)
  - Le Secret des poignards volants (十面埋伏, Shí miàn mái fú)
- 2006 : Batman Begins
  - Charlie et la Chocolaterie (Charlie and the Chocolate Factory)
  - Le Monde de Narnia : Le Lion, la Sorcière blanche et l'Armoire magique (The Chronicles of Narnia: The Lion, the Witch and the Wardrobe)
  - Harry Potter et la Coupe de feu (Harry Potter and the Goblet of Fire)
  - King Kong
  - Zathura : Une aventure spatiale (Zathura: A Space Adventure)
- 2007 : Superman Returns
  - Le Petit Monde de Charlotte (Charlotte's Web)
  - Eragon
  - La Nuit au musée (Night at the Museum)
  - Pirates des Caraïbes : Le Secret du coffre maudit (Dead Man's Chest)
  - L'Incroyable Destin de Harold Crick (Stranger than Fiction)
- 2008 : Il était une fois (Enchanted)
  - À la croisée des mondes : La Boussole d'or (His Dark Materials: The Golden Compass)
  - Harry Potter et l'Ordre du Phénix (Harry Potter and the Order of the Phoenix)
  - Pirates des Caraïbes : Jusqu'au bout du monde (At World's End)
  - Spider-Man 3
  - Stardust, le mystère de l'étoile (Stardust)
- 2009 : L'Étrange Histoire de Benjamin Button (The Curious Case of Benjamin Button)
  - Les Chroniques de Spiderwick (The Spiderwick Chronicles)
  - Hancock
  - Le Monde de Narnia : Le Prince Caspian (The Chronicles of Narnia: Prince Caspian)
  - Twilight, chapitre I : Fascination (Twilight)
  - Wanted : Choisis ton destin (Wanted)

### Années 2010
- 2010 : Watchmen : Les Gardiens ou Les Gardiens au Québec (Watchmen)
  - Harry Potter et le Prince de sang-mêlé (Harry Potter and the Half-Blood Prince)
  - Lovely Bones (The Lovely Bones)
  - Hors du temps (The Time Traveler’s Wife)
  - Max et les Maximonstres (Where the Wild Things Are)
- 2011 : Alice au pays des merveilles (Alice in Wonderland)
  - Scott Pilgrim (Scott Pilgrim vs. the World)
  - Le Monde de Narnia : L'Odyssée du Passeur d'Aurore (The Voyage of the Dawn Treader)
  - Harry Potter et les Reliques de la Mort, partie 1 (Harry Potter and the Deathly Hallows)
  - Twilight, chapitre III : Hésitation (Eclipse)
  - Le Choc des Titans (Clash of the Titans)
- 2012 : Harry Potter et les Reliques de la Mort, partie 2 (Harry Potter and the Deathly Hallows - Part 2)
  - Hugo Cabret (Hugo)
  - Les Immortels (Immortals)
  - Minuit à Paris (Midnight in Paris)
  - Les Muppets, le retour (The Muppets)
  - Thor
- 2013 : L'Odyssée de Pi (Life of Pi) d'Ang Lee
  - The Amazing Spider-Man de Marc Webb
  - Le Hobbit : Un voyage inattendu (The Hobbit: An Unexpected Journey) de Peter Jackson
  - Elle s'appelle Ruby (Ruby Sparks) de Jonathan Dayton et Valerie Faris
  - Blanche-Neige et le Chasseur (Snow White and the Huntsman) de Rupert Sanders
  - Ted de Seth MacFarlane
- 2014 : Her de Spike Jonze
  - Il était temps (About Time)
  - Le Hobbit : La Désolation de Smaug (The Hobbit: The Desolation of Smaug)
  - Jack le chasseur de géants (Jack the Giant Slayer)
  - Le Monde fantastique d'Oz (Oz the Great and Powerful)
  - La Vie rêvée de Walter Mitty (The Secret Life of Walter Mitty)
- 2015 : Le Hobbit : La Bataille des Cinq Armées (The Hobbit: The Battle of the Five Armies)
  - Birdman
  - The Grand Budapest Hotel
  - Into the Woods
  - Maléfique (Maleficent)
  - Paddington
- 2016 : Cendrillon (Cinderella)
  - Adaline (The Age of Adaline)
  - La Légende de Baahubali - 1re partie (బాహుబలి)
  - Chair de poule, le film (Goosebumps)
  - Hunger Games : La Révolte, partie 2 (The Hunger Games: Mockingjay - Part 2)
  - Ted 2
- 2017 : Le Livre de la jungle (The Jungle Book)
  - Le Bon Gros Géant (The BFG)
  - Les Animaux fantastiques (Fantastic Beasts and Where to Find Them)
  - SOS Fantômes (Ghostbusters)
  - Miss Peregrine et les Enfants particuliers (Miss Peregrine's Home for Peculiar Children)
  - Quelques minutes après minuit (A Monster Calls)
  - Peter et Elliott le dragon (Pete's Dragon)

- 2018 : La Forme de l'eau (The Shape of Water)
  - La Belle et la Bête (Beauty and the Beast)
  - Downsizing
  - Jumanji : Bienvenue dans la jungle (Jumani: Welcome to the Jungle)
  - Kong: Skull Island
  - Paddington 2

- 2019 : Toy Story 4
  - Aladdin
  - Les Animaux fantastiques : Les Crimes de Grindelwald (Fantastic Beasts: The Crimes of Grindelwald)
  - Dumbo
  - Godzilla 2 : Roi des monstres (Godzilla: King of the Monsters)
  - Le Retour de Mary Poppins (Mary Poppins Returns)
  - Yesterday

### Années 2020
- 2021 : Once Upon a Time… in Hollywood
  - Bill et Ted sauvent l'univers (Bill & Ted Face the Music)
  - Jumanji: Next Level
  - Le Roi lion (The Lion King)
  - Maléfique : Le Pouvoir du mal (Maleficent: Mistress of Evil)
  - Sonic, le film (Sonic the Hedgehog)
  - Sacrées Sorcières (The Witches)

- 2022 : Everything Everywhere All at Once
  - Cruella
  - Les Animaux fantastiques : Les Secrets de Dumbledore (Fantastic Beasts: The Secrets of Dumbledore)
  - SOS Fantômes : L'Héritage (Ghostbusters: Afterlife)
  - The Green Knight
  - Un talent en or massif (The Unbearable Weight of Massive Talent)

- 2024 : Indiana Jones et le Cadran de la destinée (Indiana Jones and the Dial of Destiny)
  - Barbie
  - Donjons et Dragons : L'Honneur des voleurs (Dungeons & Dragons: Honor Among Thieves)
  - Le Manoir hanté (Haunted Mansion)
  - La Petite Sirène (The Little Mermaid)

- 2025 : Beetlejuice Beetlejuice
  - SOS Fantômes : La Menace de glace (Ghostbusters: Frozen Empire)
  - Godzilla x Kong: The New Empire
  - My Old Ass
  - Poor Things
  - Wonka